# Mame Biram Diouf
Mame Biram Diouf (Dakar, 16 december 1987) is een Senegalees profvoetballer die doorgaans als aanvaller speelt. Hij tekende in juni 2014 bij Stoke City, dat hem transfervrij overnam van Hannover 96. Diouf debuteerde in 2009 in het Senegalees voetbalelftal.

## Carrière

### Molde FK

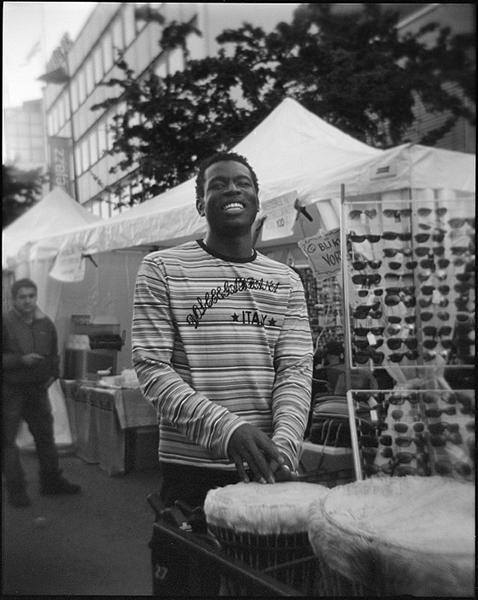
Biram Diouf bij Molde

Diouf begon zijn carrière bij ASC Diaraf uit Dakar, dat uitkwam in de hoogste Senegalese competitie. Daar maakte hij indruk om het Noorse Molde FK. Na een proefperiode bij de Scandinavische club, was Molde overtuigd van zijn kwaliteiten en besloot hem in 2007 een contract aan te bieden. Bij Molde FK speelden op dat moment nog twee andere Senegalezen, Madiou Konate en Pape Paté Diouf.
Het eerste seizoen scoorde Diouf twaalf doelpunten in zestien wedstrijden waarmee hij bijdroeg aan de promotie van Molde FK naar de Tippeligaen, het hoogste niveau in Noorwegen. De twee daaropvolgende seizoenen bleef hij doelpunten maken en werd hij tweemaal clubtopscorer. Hoogtepunt was de hattrick tegen SK Brann in zijn laatste seizoen. Voor deze prestatie had hij slechts negen minuten nodig wat hem een Noors record opleverde. Zijn prestaties bezorgden hem flink wat belangstelling van buitenlandse club, waaronder West Bromwich Albion, Red Bull Salzburg, Feyenoord en Arsenal. FC Groningen leek echter in de zomer van 2009 het meest concreet te worden, omdat verwacht werd dat Marcus Berg zou vertrekken naar HSV en men in de Senegalees een ideale opvolger zag. De onderhandelingen tussen FC Groningen en Molde FK verliepen echter traag waarna Manchester United snel toesloeg.

### Manchester United
Op 16 juli 2009 kondigde Molde FK aan dat Diouf verkocht was aan Manchester United voor 4,5 miljoen euro. Daarmee maakte hij dezelfde overstap als die van oud-spits Ole Gunnar Solskjaer, die op dat moment trainer was van de Manchester United Reserves. Manager Alex Ferguson zei over de transfer: "We hebben een talent aangetrokken dat we al twee jaar aan het bekijken waren. In feite hadden we weinig behoefte aan nog een speler, maar ook andere clubs besloten om een bod uit te brengen op Diouf. Dus besloten we om een bod uit te brengen en nu speelt hij dan eindelijk bij ons." Kort daarvoor had de manager aangegeven dat zijn selectie voor het nieuwe seizoen rond was met de komst van Michael Owen (Newcastle United), Luis Antonio Valencia (Wigan Athletic) en Gabriel Obertan (Girondins Bordeaux) als opvolgers voor de vertrokken Cristiano Ronaldo (Real Madrid) en Carlos Tévez (Manchester City).
Manchester United wist echter geen werkvergunning voor hem rond te krijgen, waarna werd besloten om Diouf het seizoen 2009 op huurbasis af te laten maken bij Molde. Diouf scoorde dat seizoen nog vier doelpunten in twaalf wedstrijden. Op 23 december werd vervolgens bekend dat Manchester United een werkvergunning had weten te regelen waardoor de Senegalese belofte zijn opwachting kon maken in de Engelse Premier League.
Na enkele dagen mee te hebben getraind, bleek manager Ferguson onder de indruk van de Senegalees: "Hij heeft zich bijzonder snel aangepast en maakt veel indruk. Hij is sterk in de lucht, snel en beweegt goed zonder bal. Hij is duidelijk een goede aanvaller en zal nog wel zijn speelminuten krijgen dit seizoen." Op 16 januari, in zijn tweede wedstrijd voor Manchester United, wist hij zijn eerste doelpunt te scoren voor zijn nieuwe werkgever. Hij maakte de 3-0 tegen Burnley, nadat hij een kwartier voor tijd in het veld was gekomen voor Wayne Rooney.

## Interlandcarrière
In april 2008 maakte Diouf zijn debuut voor Jong Senegal. Een jaar later maakte hij zijn debuut voor het nationale elftal van Senegal, tijdens een interland tegen Congo, die met 2-1 werd gewonnen. Diouf startte als basisspeler en werd na 70 minuten gewisseld. Diouf vertegenwoordigde Senegal bij het wereldkampioenschap 2018 in Rusland, waar de Afrikanen waren ingedeeld in groep H, samen met Polen, Colombia en Japan. Na een 2–1 zege op Polen, dankzij de winnende treffer van M'Baye Niang, speelde de West-Afrikaanse ploeg met 2–2 gelijk tegen Japan, waarna in de slotwedstrijd op 28 juni met 1–0 verloren werd van groepswinnaar Colombia. De selectie van bondscoach Aliou Cissé eindigde in punten en doelpunten exact gelijk met nummer twee Japan, maar moest desondanks naar huis: Senegal werd het eerste land dat op basis van de Fair Play-regels werd uitgeschakeld, omdat de ploeg iets meer gele kaarten kreeg dan Japan. Mede daardoor beleefde het Afrikaanse continent de slechtste WK sinds 1982. Diouf speelde mee in twee van de drie WK-duels.

## Erelijst
| Competitie           |          |          |          |          |
| Competitie           | Aantal   | Jaren    |          |          |
| Molde FK             | Molde FK | Molde FK | Molde FK | Molde FK |
| -------------------- | -------- | -------- | -------- | -------- |
| Kampioen 1. divisjon | 1x       | 2007     |          |          |
| Manchester United    |          |          |          |          |
| League Cup           | 1x       | 2009/10  |          |          |